# Logania imbricata
Logania imbricata là một loài thực vật có hoa trong họ Mã tiền. Loài này được (Guillaumin) Steenis & Leenh. mô tả khoa học đầu tiên năm 1962.